# Кенес (Аккольський район)
Кене́с (каз. Кеңес) — село у складі Аккольського району Акмолинської області Казахстану. Входить до складу Кенеського сільського округу.
Населення — 461 особа (2021; 664 у 2009, 349 у 1999, 427 у 1989).
Національний склад станом на 1989 рік:
- казахи — 77 %.